# Милан Милановић (фудбалер, 1963)
Милан Милановић (Београд, 10. јануар 1963) јесте српски фудбалски тренер и бивши фудбалер.

## Играчка каријера
Прошао је млађе категорије Партизана. Сениорску каријеру је почео у Земуну, који је тада играо у Другој лиги Југославије. Касније је више година провео у Немачкој у којој је играо за пет различитих нижелигаша. Отишао је 1997. године на Фарска Острва како би био истовремено и играч и тренер у Вагуру у коме је провео две сезоне.

## Тренерска каријера
Пошто се вратио у домовину, Милановић је тренерску каријеру почео као тренер Земуна, који се у то време такмичио у Првој лиги СР Југославије. Потом је био први помоћник Бошку Ђуровском у Раду док га није наследио на месту главног тренера у мају 2003. године. И након што је клуб испао у другу лигу, Милановић је наставио да води исти до јануара 2004. године.
У јуну 2009. године, саопштено је да је Милановић постао нови тренер Лакташа, клуба који игра у Премијер лиги Босне и Херцеговине. Међутим, клуб је напустио пре завршетка године. Касније је отишао у Молдавију и био је помоћни тренер Виталију Рашкевичу у Шерифу из Тираспоља. У мају 2012. године, Милановић је заменио Рашкевича на месту главног тренера тог клуба.
У јулу 2014. године, Милановић се вратио у Србију и по други пут је преузео вођство над Радом. Смењен је две године касније. У августу 2016. године, опет је постао шеф стручног штаба Земуна, који тада наступа у другом рангу такмичење. Под Милановићевим вођством, Земун је ушао у Суперлигу после десет сезона. Одлучио је да напусти клуб августа 2018.
У јуну 2019. године, Милановић је проглашен за новог тренера Иртиша из Павлодара, који се такмичи у Премијер лиги Казахстана.
Дана 26. септембра 2021. године, Милановић је постао нови тренер Алашкерта. Клуб је напустио пошто му је истекао уговор током „зимске паузе”.
Дана 20. маја 2022. године, казахстански Тобол је објавио да је Милановић нови шеф стручног штаба тог клуба.
Крајем марта 2023. године постављен је за шефа стручног штаба ФК Спартак Суботица. Са те функције је отишао у јуну исте године.